# Giancarlo Marcaccini
Giancarlo Wolfgang Marcaccini (Santa Monica, 8 novembre 1972) è un ex cestista statunitense naturalizzato italiano.

## Carriera
Debutta con la Benetton Treviso nella stagione 1993-94, ma non viene quasi mai schierato in campo (4 presenze in campionato più 1 ai play-off). Torna quindi negli Stati Uniti per trascorrere un periodo alla George Mason University, per poi fare ritorno in Europa con i due anni in Francia a Cholet. La sua carriera continua con un biennio all'Unicaja Málaga e un altro biennio alla Virtus Roma. Chiude la sua carriera dopo aver disputato un'annata alla Mens Sana Siena.

## Palmarès
- Coppa Italia: 1

Pall. Treviso: 1994
- Supercoppa italiana: 1

Virtus Roma: 2000
- Coppa di Francia: 1

Cholet: 1998